# Quasiverbeekina
Quasiverbeekina es un género de foraminífero bentónico de la subfamilia Verbeekininae, de la familia Verbeekinidae, de la superfamilia Fusulinoidea, del suborden Fusulinina y del orden Fusulinida. Su especie tipo es Verbeekina (Quasiverbeekina) pedashanica. Su rango cronoestratigráfico abarca el Artinskiense (Pérmico inferior).

## Discusión
Clasificaciones más recientes incluyen Quasiverbeekina en la superfamilia Neoschwagerinoidea, y en la subclase Fusulinana de la clase Fusulinata.

## Clasificación
Quasiverbeekina incluye a las siguientes especies:
- Quasiverbeekina altimurensis †
- Quasiverbeekina pedashanica †